# Euchlanis phryne
Euchlanis phryne är en hjuldjursart som beskrevs av Myers 1930. Euchlanis phryne ingår i släktet Euchlanis och familjen Euchlanidae. Inga underarter finns listade i Catalogue of Life.